# Canton de Villars-sur-Var
Le canton de Villars-sur-Var est une ancienne division administrative française, située dans le département des Alpes-Maritimes et la région Provence-Alpes-Côte d'Azur.

## Composition
Le canton de Villars-sur-Var regroupait les communes de :
| Nom                         | Code Insee | Intercommunalité           | Population (dernière pop. légale) |
| --------------------------- | ---------- | -------------------------- | --------------------------------- |
| Villars-sur-Var (chef-lieu) | 06158      | CC Alpes d'Azur            | 695 (2014)                        |
| Bairols                     | 06009      | Métropole Nice Côte d'Azur | 106 (2014)                        |
| La Tour                     | 06144      | Métropole Nice Côte d'Azur | 576 (2014)                        |
| Lieuche                     | 06076      | CC Alpes d'Azur            | 42 (2014)                         |
| Malaussène                  | 06078      | CC Alpes d'Azur            | 292 (2014)                        |
| Massoins                    | 06082      | CC Alpes d'Azur            | 106 (2014)                        |
| Pierlas                     | 06096      | CC Alpes d'Azur            | 93 (2014)                         |
| Thiéry                      | 06139      | CC Alpes d'Azur            | 102 (2014)                        |
| Touët-sur-Var               | 06143      | CC Alpes d'Azur            | 690 (2014)                        |
| Tournefort                  | 06146      | Métropole Nice Côte d'Azur | 155 (2014)                        |

## Représentation

### conseillers généraux
| Période            | Identité                         | Parti       | Qualité |
| ------------------ | -------------------------------- | ----------- | --- |
|                    |                                  |             | |
| 1861-1862          | Barthélemy Léotardi              |             | Propriétaire, maire de Villars-sur-Var                                                                                 |
| 1862-1871          | Pierre Léotardi                  |             | Propriétaire à Villars-sur-Var                                                                                         |
| 1871-1875          | Victor Paul Léotardi             |             | Avocat Maire de Villars-sur-Var (1870-1878)                                                                            |
| 1875-1889          | Léonard Emélina                  | Républicain | Avocat à Nice |
| 1889-1890          | Théophile David                  | Républicain | Député (1889-1892) |
| 1890-1890 (décès)  | Scipion-Barthélemy Scovazzo      |             | Médecin-major, Villars-sur-Var                                                                                         |
| 1891-1892 (décès)  | Théophile David                  | Républicain | Ancien député |
| 1892-1902 (décès)  | Christophe Massiéra              | Républicain | Maire de Touët-sur-Var (1884-1887 et 1892-1902)                                                                        |
| 1902-1933 (décès)  | Alfred Donadei                   | Rad.        | Avocat Propriétaire de grands hôtels Propriétaire du journal Le Petit Niçois Député (1906-1914) - Sénateur (1929-1933) |
| 1933-1940          | Louis-Léon Robini (1881-1943)    | PRS         | Percepteur Maire de Villars-sur-Var (1941-1943) Nommé conseiller départemental en 1943                                 |
|                    |                                  |             | |
| 1945-1949          | Eugène Donadéi                   | Rad.        | Agent immobilier Maire de Villars-sur-Var (1945-1949)                                                                  |
| 1949 -1984 (décès) | Victor Robini (fils de L.Robini) | DVD-RGR     | Médecin, ancien résistant - Sénateur (1971-1984)                                                                       |
| 1985-2011          | René Gilly                       | DVD         | Professeur de médecine Vice-président du Conseil général Maire de La Tour (2001-2008)                                  |
| 2011-2015          | Roger Ciais                      | UMP         | Ingénieur Maire de Touët-sur-Var depuis 1985                                                                           |

### Conseillers d'arrondissement (de 1861 à 1940)
| Période    | Période | Identité          | Étiquette   | Qualité |
| ---------- | ------- | ----------------- | ----------- | --- |
| avant 1869 | 1871    | Victor Leotardi   |             | Avocat à Villars-sur-Var                                                                                    |
| avant 1869 |         | Vincent Filibert  |             | Notaire, maire de Villars-sur-Var                                                                           |
|            |         |                   |             | |
| 1877       |         | Paul Fabry        | Républicain | Médecin-inspecteur, maire de Villars-sur-Var (1878-1888)                                                    |
|            |         |                   |             | |
|            | 1922    | Léon Février      |             | Maire de Massoins                                                                                           |
| 1922       | 1928    | M. Ginoyer        |             | |
| 1928       | 1931    | M. Aurand         |             | |
| 1931       | 1937    | Baptistin Caisson |             | Maire de Villars-sur-Var                                                                                    |
| 1937       | 1940    | Félix Hancy       |             | Propriétaire, maire de La Tour (1922-1977)                                                                  |
| 1940       |         |                   |             | Les conseils d'arrondissement ont été suspendus par la loi du 12 octobre 1940 et n'ont jamais été réactivés |

## Démographie
| 1962  | 1968  | 1975  | 1982  | 1990  | 1999  | 2006  | 2011  | 2012  |
| ----- | ----- | ----- | ----- | ----- | ----- | ----- | ----- | ----- |
| 1 235 | 1 343 | 1 198 | 1 366 | 1 882 | 2 068 | 2 517 | 2 717 | 2 745 |